# Берёзовка (Жуковский район)
Берёзовка — деревня в Жуковском районе Брянской области, в составе Гришинослободского сельского поселения. 
 Расположена в 3 км к юго-востоку от посёлка Олсуфьево.

## История
Возникла в начале XX века как два раздельных посёлка (выселка) — Бараниха (юго-западная часть объединённой деревни) и Катлиха (восточная часть). Позднее именовалась Бараниха-Катлиха, с середины XX века — Бараниха. До 2005 года состояла в Олсуфьевском сельсовете.
В 1964 году Указом Президиума ВС РСФСР деревня Бараниха переименована в Берёзовку.

## Население
| 2010 | 2013 |
| ---- | ---- |
| 3    | ↘2   |

| Годы      | 1926 | 1979 | 1989 | 2002 | 2010 | 2014 |
| --------- | ---- | ---- | ---- | ---- | ---- | ---- |
| Население | 234  | 83   | 37   | 14   | 4    | 1    |